# ريكاردو بيلاييز
ريكاردو بيلاييز (بالإسبانية: Ricardo Peláez)‏ (مواليد 14 مارس 1963) هو لاعب كرة قدم. يلعب مع منتخب المكسيك لكرة القدم. سبق له أن لعب في كأس العالم لكرة القدم مع منتخب بلاده.

## مسيرته الكروية
لعب ريكاردو بيلاييز خلال مسيرته الاحترافية مع 3 أندية في خمسة عشر موسمًا وسجل خلالها 172 هدف ضمن 434 مباراة. حيث فاز في موسم واحد بالكأس وفي ثلاثة مواسم بالدوري.
خاض ريكاردو بيلاييز مسيرته مع نادي أمريكا في موسم 1985–86 في المرة الأولى ولمدة موسمين ثم في موسم 1997–98 لمدة موسم واحد، مشاركًا طوالها في 82 مباراة سجل خلالها 30 هدف. ثم انتقل إلى نادي نيكاكسا في موسم 1987–88 ليلعب معه عشرة مواسم، حيث شارك في 320 مباراة سجل خلالها 130 هدف. لينتقل بعدها إلى نادي غوادالاخارا في موسم 1998–99 ولمدة موسمين، مشاركًا في 32 مباراة سجل خلالها 12 هدفًا.

## روابط خارجية
- ريكاردو بيلاييز على موقع الاتحاد الدولي (مؤرشف)  (الإنجليزية)
- ريكاردو بيلاييز على موقع قاعدة بيانات كرة القدم.إي يو (الإنجليزية)
- ريكاردو بيلاييز على موقع ناشيونال فوتبول تيمز (الإنجليزية)
- ريكاردو بيلاييز على موقع Soccerway.com (الإنجليزية)